# Landgericht Kling

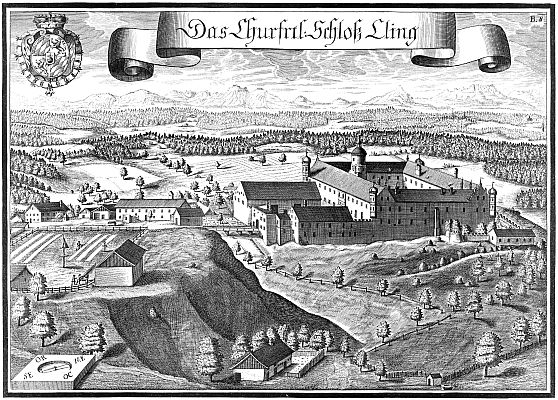
Schloss Kling auf einem Stich von Michael Wening

Das kurfürstliche Land- und Pflegegericht Kling ist im 13. Jahrhundert aus der Grafschaft Kling, der Grafschaft Wasserburg am Inn und der Herrschaft Hartmannsberg entstanden.

## Vorgeschichte
Die Grafschaft Kling, auch Klingenberg, ist schon vor dem 11. Jahrhundert belegt, da ein Graf Walther als Schirmvogt der Salzburger Erzbischöfe fungierte und im 11. Jahrhundert ein weiterer Graf Walther von Kling Schirmvogt des Klosters Ebersberg war. Dennoch bleibt ihre Entstehung und Gestalt im Dunkeln.
Die Grafen von Wasserburg bemächtigten sich jedenfalls nach dem Tod des Falkensteiners Siboto IV.  im Jahre 1272 des Besitzes Hartmannsberg. 1247 standen Die Wasserburger Grafen auf Seite von Heinrich Raspe IV., Gegenkönig zu Kaiser Friedrich II. Wasserburg wurde nach 17-wöchiger Belagerung durch Herzog Ludwig (später Ludwig II., der Strenge) erobert. Die Besitzungen des Grafen von Wasserburg gingen in herzoglichen Besitz über.

## Geschichte
Spätestens ab 1265 besaß Kling eine stattliche herzogliche Burg, die als Sitz eines Landrichters und Pflegers diente.
Im Jahr 1321 hatten Thomas I. von Freundsberg und Heinrich von Preysing das Gericht Kling von Kaiser Ludwig dem Bayern erhalten. 1327 ist von einem Richter Chiminger von Kling die Rede. 1329, nach der Teilung Bayerns, berichtet das drittälteste Urbar vom Pfleger zu Kling, dessen Turm- und einfachen Wächtern. Von 1334 bis 1341 wird Heinrich d.J. von Obing als Landrichter von Kling und Stadtrichter von Wasserburg bezeichnet. 1341 ist Zacharias von Hohenrain als Pfleger des Gerichts Kling belegt. 1352 wird Ulrich von Obing als Landrichter von Kling aufgeführt.  Weitere Landrichter waren Konrad Türndl (1356), Konrad Brand (1363) und Peter Schreiber (1373).
Im Jahr 1392 fiel Kling gemeinsam mit Wasserburg am Inn an Herzog Stephan von Ingolstadt. 1395 verpfändete er Burg und Gericht Kling an Wernhart den Seiboldsdorfer, Pfleger zu Landshut. Die Rücklösung erfolgte noch vor 1400.
Kling kam 1445 aus dem Erbe Ludwig des Gebarteten an die Landshuter Linie. Es existiert unter anderem noch ein Steuerregister des Gerichts Kling von 1537.
Herzog Wilhelm von Bayern überschrieb 1540 die Pflege und das Gericht zu Wasserburg und Kling auf Lebenszeit seinem Schwager, Wolf Graf zu Oettingen. 1718 war Gräfin Ursula von Törring-Jettenbach Inhaberin der Pflege von Kling, 1799 Theresia Gräfin von Lodron. 1729 wurde die Pflege zwischenzeitlich von einer Commenda des St. Georg Ritterordens und jeweils von einem Ordensritter wahrgenommen.
In der ersten Hälfte des 16. Jahrhunderts, und zwar 1543 unter Herzog Wilhelm IV., wurde die Burg Kling auch zu einem landesherrlichen Jagdschloss umgebaut. Graf Wolf zu Oettingen, der das Schloss und die Pflege innehatte, entfaltete hier eine reiche Bautätigkeit.
Das Land- und Pfleggericht Kling wurde 1803/1808 aufgelöst und größtenteils dem Landgericht Trostberg zugeschlagen, das Schloss 1804 an den Meistbietenden verkauft und zwischen 1804 und 1834 abgebrochen. Heute sind daher nur noch einige Mauerreste zu sehen.
Ein Teil des Pflegschaftsgebiets kam später zum Landgericht Prien. 1862 wurde dann aus den Landgerichtsbezirken Trostberg und Traunstein das Bezirksamt Traunstein gegründet, in dem sich fast das gesamte ursprüngliche Gebiet wiederfand. Aus der näheren Umgebung entstand die Gemeinde Kling, der später die Gemeinde Loibersdorf zugeschlagen wurde.

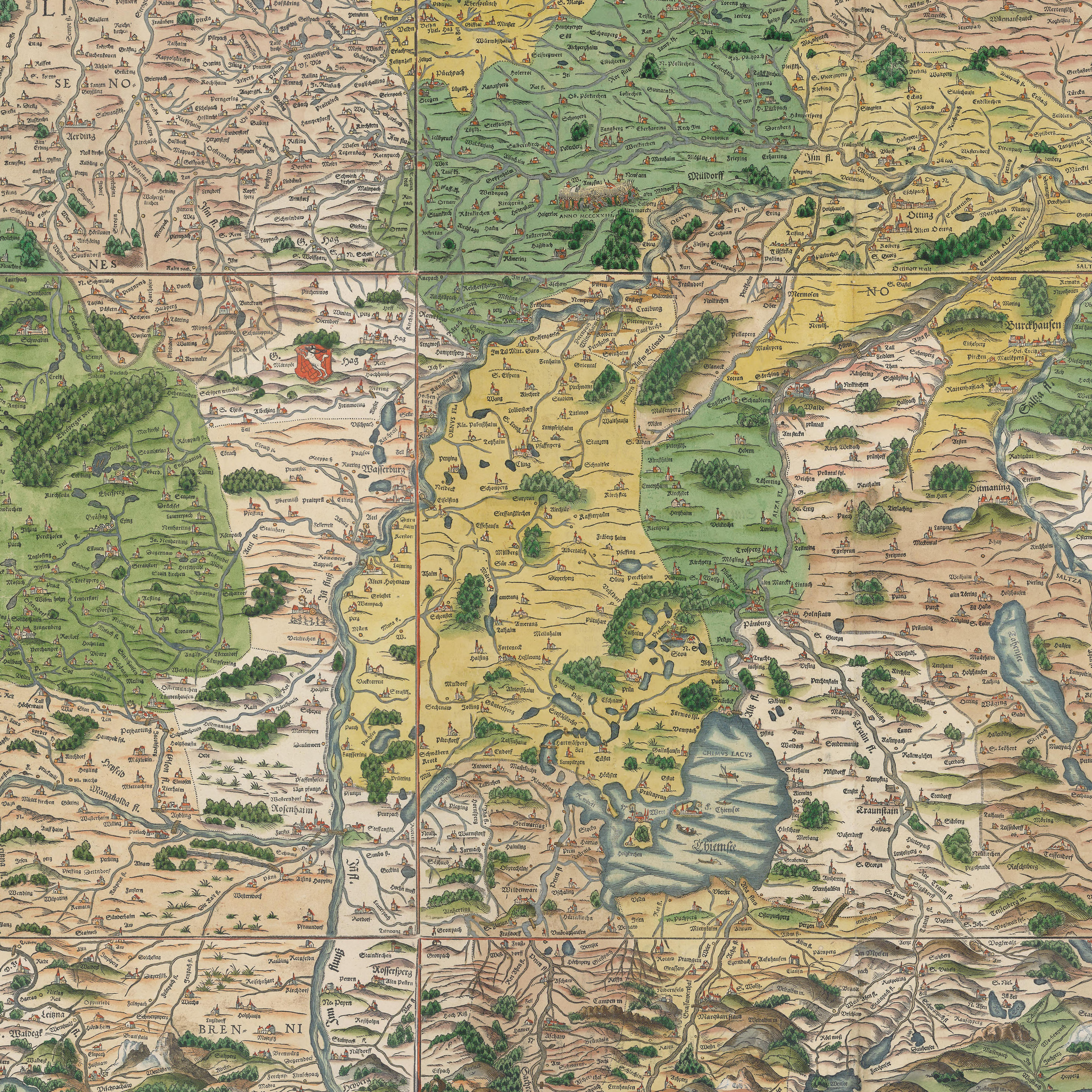
Philipp Apian: Bairische Landtafeln von 1568 – Ausschnitt mit dem Landgericht Kling und angrenzenden Gebieten

## Gebiet
Seit 1568 existiert dank Philipp Apians Kartographie eine Darstellung des Gebietes des Landgerichts Kling.
Eine grundsätzliche Beschreibung des Pflegschaftsgebietes ergibt: „Alles Land am rechten Innufer unterhalb Rosenheims bis hinauf nach Mittergars, östlich bis Waldhausen, Schnaitsee, Obing, Seeon, Chiemsee, Wildenwart, Sachrang, Hub, Hohenaschau, Frasdorf und Bernau.“ Es gab folgende Schergenämter:
- Amt Schnaitsee
- Amt Grünthal
- Amt Obing
- Amt Prutting
- Amt Babensham
- Amt Eiselfing
- Amt Eggstätt
- Amt Höslwang

Es gab 1760 20 mittelbare Gerichtsbezirke, also Herrschaften, Hofmarken und Edelsitze, die 13 verschiedenen Herren unterstanden (6 weltliche, 7 geistliche Herren). Dazu zählten die Hofmarken des Klosters Seeon, Klosters Frauenchiemsee und des Klosters Herrenchiemsee, die erzstiftische Hofmark Mittergars (1803 bis 1809 unter der Grundherrschaft des Kurfürstentums Salzburg) sowie die reichsstiftische Hofmark Vogtareuth, die noch 1786 Reichsunmittelbarkeit erhielt. Die gefreite Herrschaft Hohenaschau-Wildenwart im Süden des Landgerichts war selbst mit Hoch- und Blutgerichtsbarkeit ausgestattet, die Grenze zum Landgericht Kling nicht klar definiert.
Zur Pflegschaft Kling gehörten folgende Ortschaften (Liste nicht vollständig):
- Amerang
- Babensham
- Bernau am Chiemsee
- Breitbrunn
- Chiemsee
- Eggstätt
- Eiselfing
- Frasdorf
- Halfing mit Guntersberg
- Hub
- Hohenaschau
- Höslwang
- Mittergars
- Oberbrunn
- Obing
- Pittenhart
- Prutting
- Sachrang
- Schnaitsee
- Schonstett
- Seeon
- Söchtenau
- Stephanskirchen
- Waldhausen
- Wildenwart